# Rubén Lobato
Pour les articles homonymes, voir Lobato.
Lobato  Elvira est un nom espagnol. Le premier nom de famille, en général paternel, est Lobato ; le second, en général maternel, souvent omis, est Elvira.
Rubén Lobato Elvira, né le 1er septembre 1978 à Salamanque, est un coureur cycliste espagnol.

## Biographie
Rubén Lobato commence sa carrière professionnelle en 2002 chez Acqua & Sapone-Cantina Tollo, après y avoir été stagiaire l'année précédente. Membre de l'équipe Domina Vacanze en 2003, il y acquiert la seule victoire de sa carrière professionnelle, le Mémorial Manuel Galera. À partir de 2004, il court pour Saunier Duval. Il se classe seizième du Tour d'Italie 2004 et remporte le classement de la montagne du Tour de Romandie 2005. En 2009, il se trouve sans équipe. Cette année-là, il est l'un des cinq premiers coureurs à l'encontre desquels l'Union cycliste internationale demande l'ouverture d'une procédure disciplinaire pour violation de la réglementation antidopage sur la base du passeport biologique. En juillet 2010, la Fédération royale espagnole de cyclisme prononce le suspend de compétition pour deux ans.

## Palmarès

### Palmarès amateur
- 2000
  - Clásica Ciudad de Torredonjimeno

- 2001
  - Mémorial Jesús Lorono
  - 3e étape de la Bizkaiko Bira (es)
  - 2e de la Prueba Loinaz
  - 2e du Circuito Montañés

### Palmarès professionnel
- 2003
  - Mémorial Manuel Galera

- 2005
  - 2e du Circuit de Getxo

## Résultats sur les grands tours

### Tour de France
2 participations
- 2006 : 46e
- 2007 : non-partant (7e étape)

### Tour d'Italie
3 participations
- 2004 : 16e
- 2005 : 43e
- 2006 : 87e

### Tour d'Espagne
2 participations
- 2002 : 123e
- 2007 : 38e